# Nisland
Nisland és una població dels Estats Units a l'estat de Dakota del Sud. Segons el cens del 2000 tenia 204 habitants.

## Demografia
Segons el cens del 2000, Nisland tenia 204 habitants, 80 habitatges, i 58 famílies. La densitat de població era de 315,1 habitants per km².
Dels 80 habitatges en un 37,5% hi vivien nens de menys de 18 anys, en un 45% hi vivien parelles casades, en un 15% dones solteres, i en un 27,5% no eren unitats familiars. En el 27,5% dels habitatges hi vivien persones soles l'11,3% de les quals corresponia a persones de 65 anys o més que vivien soles. El nombre mitjà de persones vivint en cada habitatge era de 2,55 i el nombre mitjà de persones que vivien en cada família era de 2,93.
Per edats la població es repartia de la següent manera: un 29,9% tenia menys de 18 anys, un 8,8% entre 18 i 24, un 21,6% entre 25 i 44, un 22,1% de 45 a 60 i un 17,6% 65 anys o més.
L'edat mediana era de 38 anys. Per cada 100 dones de 18 o més anys hi havia 116,7 homes.
La renda mediana per habitatge era de 19.063 $ i la renda mediana per família de 19.844 $. Els homes tenien una renda mediana de 19.886 $ mentre que les dones 13.958 $. La renda per capita de la població era de 10.017 $. Entorn del 28,6% de les famílies i el 26,9% de la població estaven per davall del llindar de pobresa.

## Poblacions més properes
El següent diagrama mostra les poblacions més properes.